# Different Ways
Different Ways è un album dei The New Story pubblicato nel 2007.

## Tracce
1. Settembre
2. Un'altra illusione
3. Occhi
4. Solo adesso
5. Comportamento instabile
6. Fragile
7. Don't mind
8. Comfort
9. The Crown
10. Andrew coin
11. Golden streets
12. Make me bleed